# Mariã

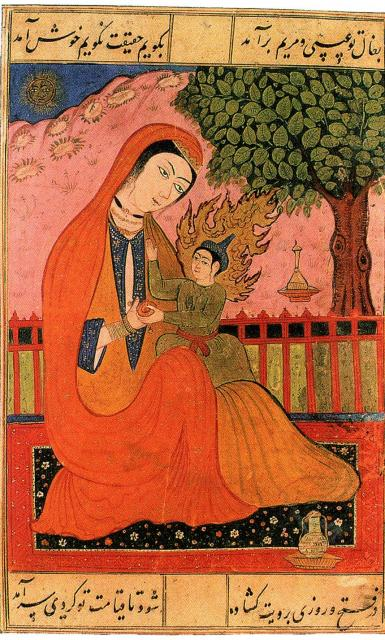
Mariã com o filho Issa. Miniatura Persa

Mariã (em árabe: مريم; romaniz.: Mariam‬) é a mãe de Isa - Jesus no Alcorão e na tradição muçulmana. Mariam corresponde à forma aramaica do nome "Maria", enquanto "Miriam" é a forma em hebraico.
O Alcorão descreve-a como virgem, da mesma forma que o Novo Testamento, pelo que é igualmente honrada no contexto do Islão. Tanto o islamismo como o cristianismo professam a concepção virginal de Jesus/Isa no seu ventre. Miriam é a única mulher que o Alcorão menciona pelo próprio nome, dando também o nome à 19.ª sura do Alcorão. Ainda que a sua importância seja maior para o cristianismo, o Alcorão cita mais vezes o seu nome do que o Novo Testamento.
O Alcorão refere que Mariã é filha de Anrão (Joaquim), ao longo da terceira sura ("a família de Anrão"). Anrão é considerado pelos muçulmanos um dos homens virtuosos presentes em Jerusalém na época. A mulher de Anrão, mãe de Mariã, é conhecida pelo nome de Hana, o equivalente árabe de Ana, filha de Fancude.